# Stradario di Bolzano
Questa lista è suscettibile di variazioni e potrebbe essere incompleta o non aggiornata.

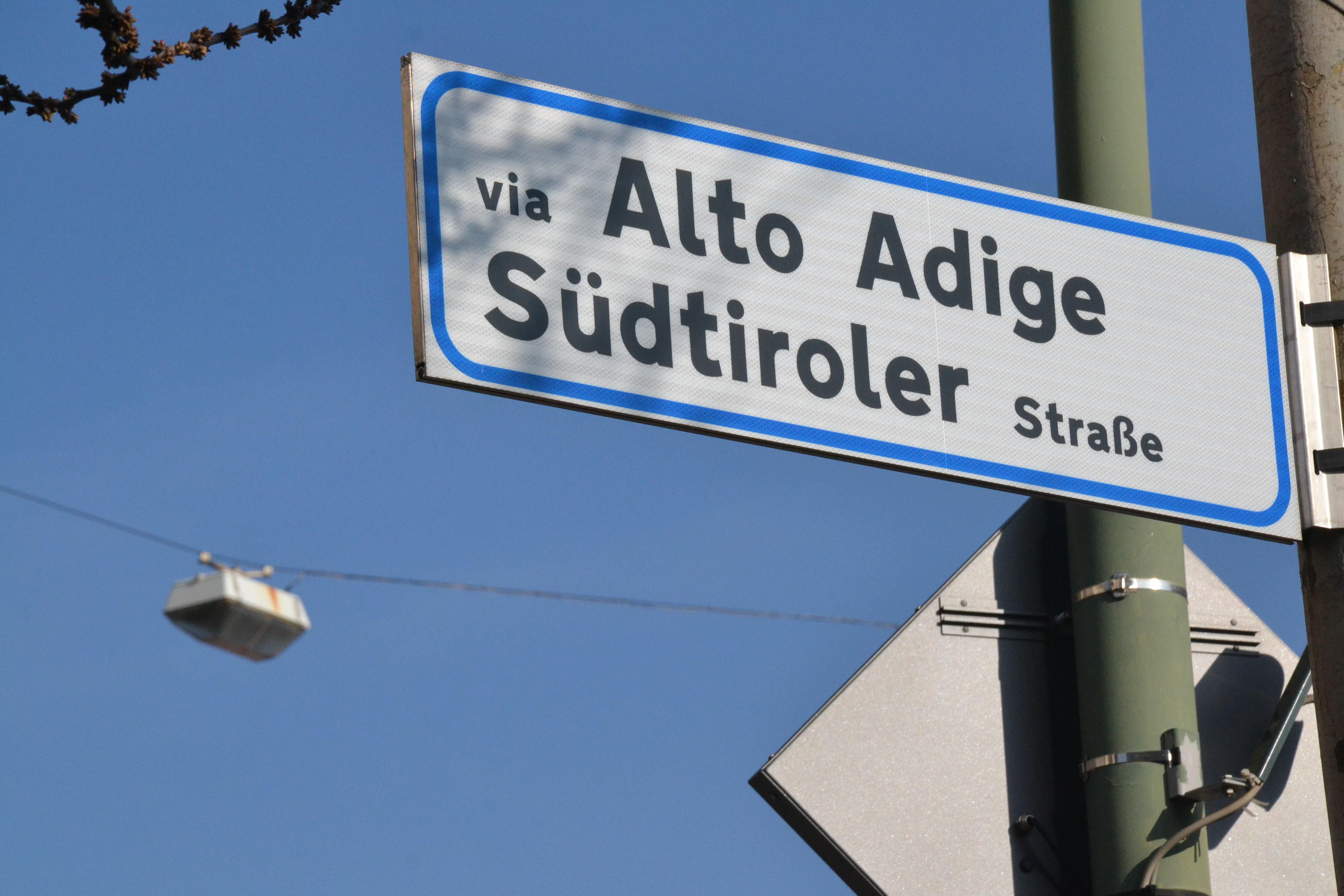
Insegna stradale bilingue nel centro di Bolzano

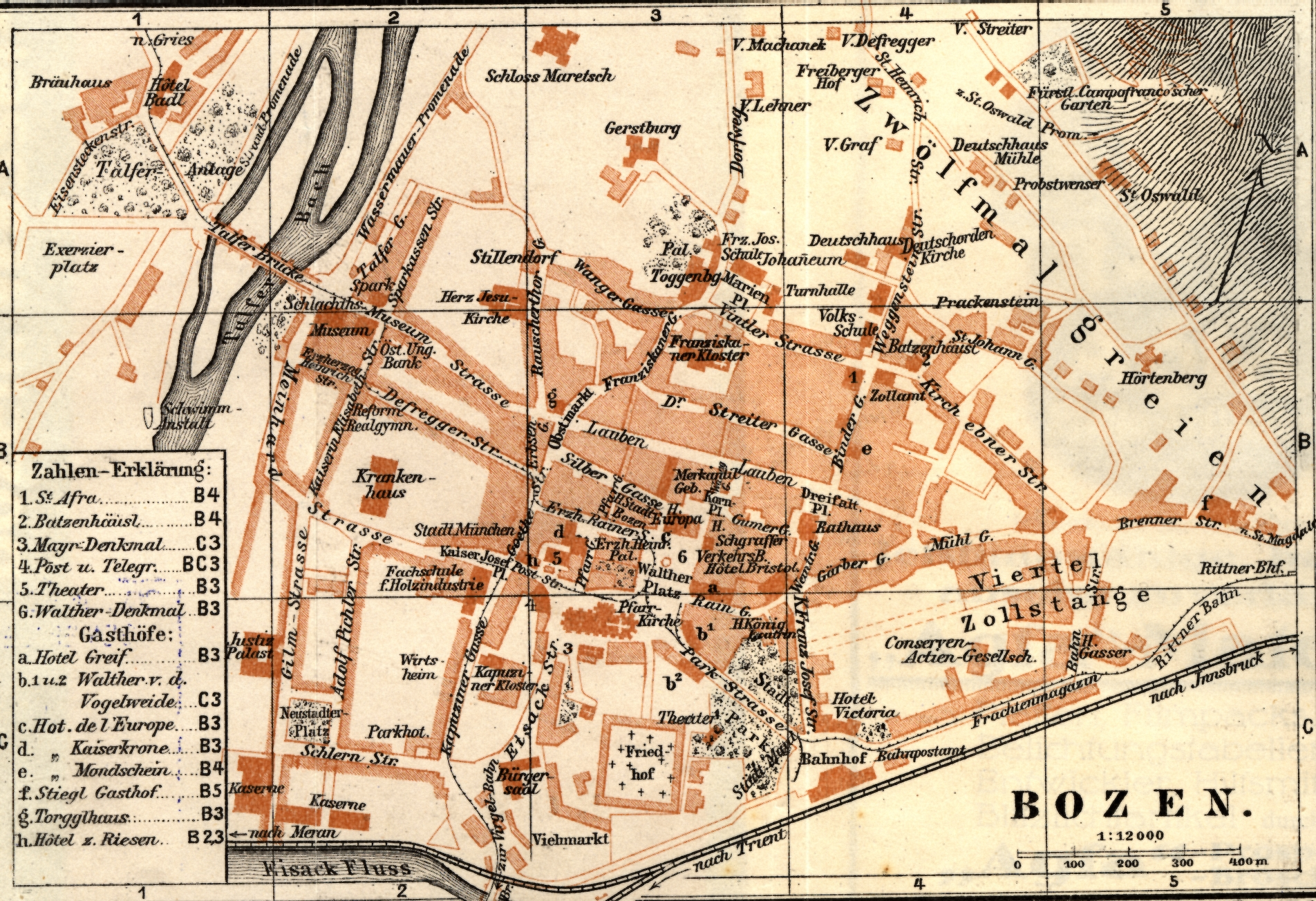
Stradario bolzanino austro-ungarico tratto dalla guida Geuters Reiseführer del 1914

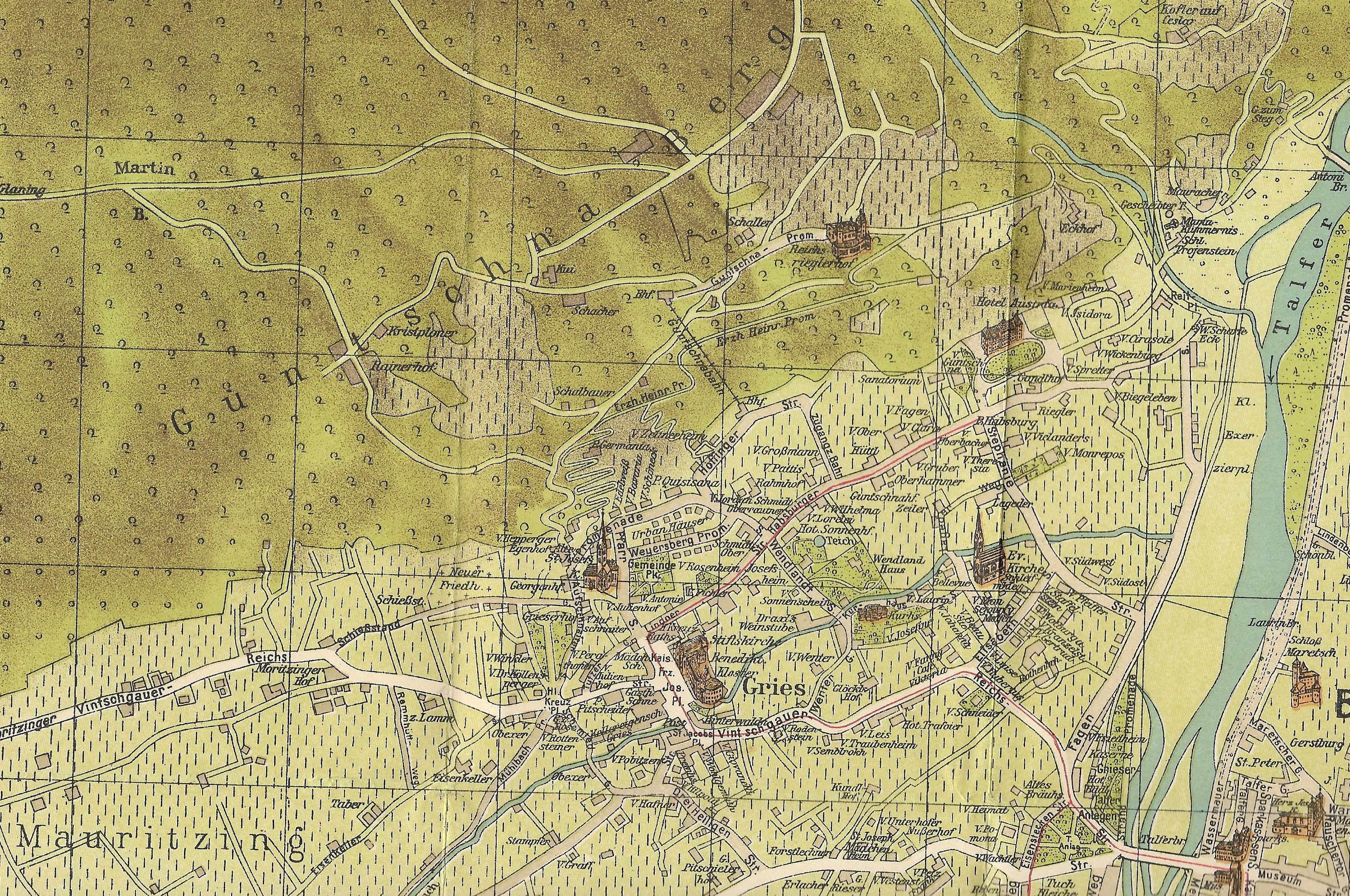
Stradario di Gries-San Quirino nel Pharus-Plan Bozen-Gries del 1910 ca.

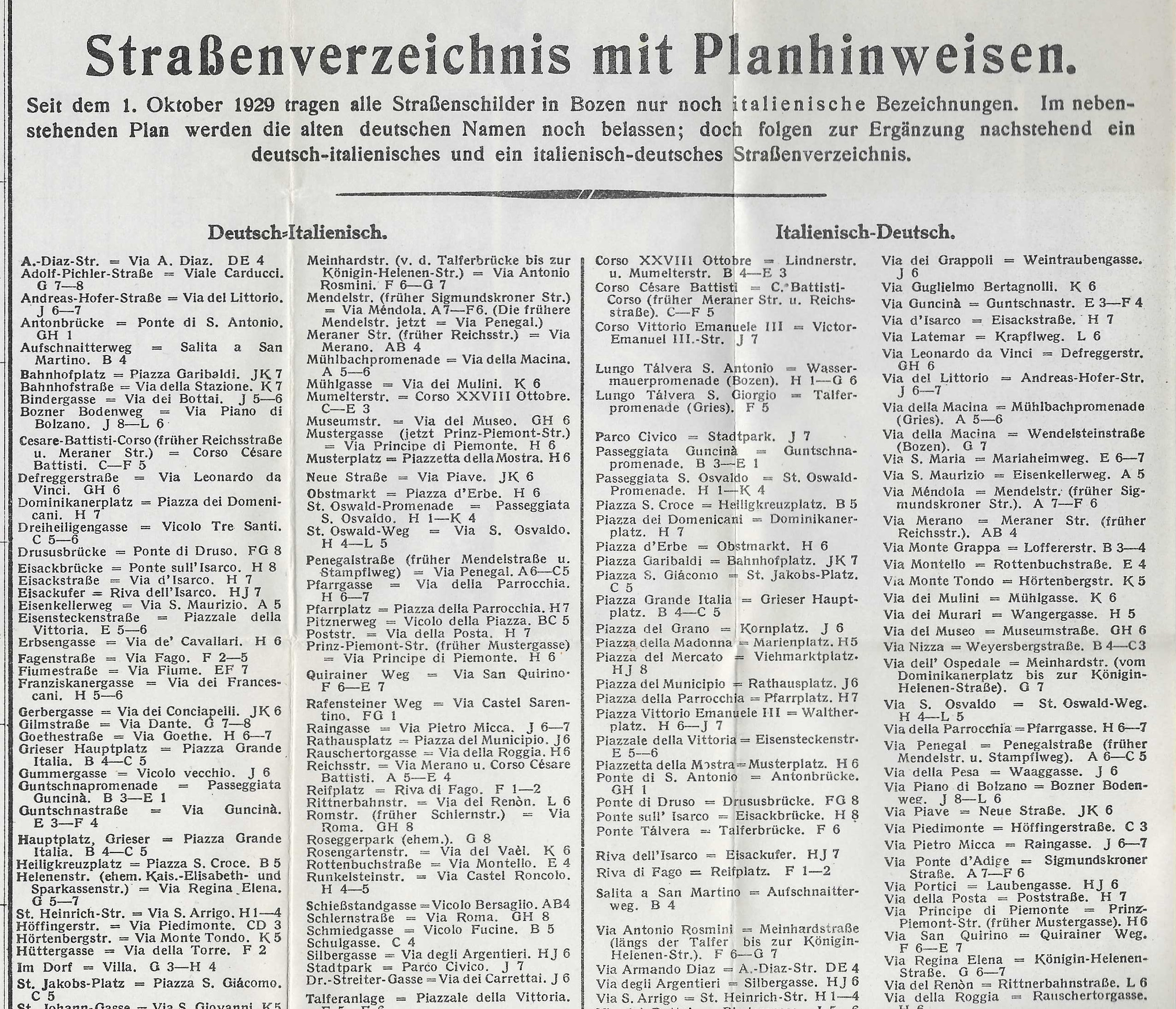
La guida turistica Grieben Bozen-Gries und Umgebung del 1930 fotografa l'italianizzazione dell'odonomastica cittadina imposta il 1º ottobre 1929.

Elenco delle strade di Bolzano, capoluogo dell'omonima provincia, e delle diverse circoscrizioni cittadine (Centro-Piani-Rencio, Don Bosco, Europa-Novacella, Gries-San Quirino e Oltrisarco-Aslago).
Caratteristica dell'odonomastica bolzanina è il suo essere interamente bilingue italiano-tedesco. Le forme italiane non sempre sono coincidenti con quelle tedesche, di norma più antiche: spesso nomi antichi sono stati tradotti o adattati dopo l'annessione e durante gli anni del fascismo (a titolo di esempio: la zona Am Grutzen è divenuta "Agruzzo", e conseguentemente Grutzenweg è divenuta "via Agruzzo", mentre Erbsengasse - letteralmente vicolo dei Piselli - è stato tradotto con "vicolo Erbe", il Reichrieglerweg con "via Miramonti" o la Tuchbleichgasse con "vicolo Muri", ecc.).
Già prima del 1500 vi sono copiose attestazioni documentali di nomi di piazza, riferite al centro storico di Bolzano. La piazza Erbe (Obstplatz) è testimoniata quale "am Obern Platz" (piazza superiore), la piazza Municipio (Rathausplatz) quale "Unterer Platz" (piazza inferiore), la piazza del Grano (Kornplatz) quale "Cornplatz" o "Korennplatz", la piazza della Mostra quale "auff der Muster", lo spiazzo antestante l'odierna sede comunale in via Gumer quale "Plärrer".
Lo stesso vale per le strade - nei secoli XIV-XV sono attestate le odierne via Isarco ("in der gassen Eysackhpruggen"), la via Museo ("in der Fleischgassen"), la via Dr. Streiter ("Hindergass"), la via Goethe ("Hudergasse, Huderstang" e "Schustergassen"), i Portici ("vnter den Gewölben"), la via della Rena ("an dem Rayn"), la via della Roggia ("Rauschgazzen") o la via dei Bottai ("Wagnergassen").
Dopo l'annessione italiana dell'Alto Adige nel 1919/20, l'odonomastica cittadina di Bolzano subì, soprattutto nel contesto della politica di italianizzazione voluta dal regime fascista, pesanti modifiche. Soprattutto con decreti del 1929 e 1936, furono introdotte nuove denominazioni, esclusivamente monolingui, con evidenti riferimenti alla retorica del tempo. Sin dal 1º ottobre 1929 lo stradario diventa completamente italiano, eliminando ogni segnaletica bilingue. Durante l'occupazione nazista degli anni 1943/45, all'interno dell'Operationszone Alpenvorland, una sorta di binominalismo di facciata fu ristabilito. Solo dopo la liberazione dal nazifascismo, la nomenclatura del dopoguerra ha riattivato una parte dei nomi storici, non senza preservare alcuni dei nomi degli anni Trenta (per es. via Cadorna, via Locatelli o piazza della Vittoria), di cui comunque è stato proposto il cambiamento onomastico. In periodi più recenti, si è cercato invece di rispettare criteri moderni nell'intestare nuove strade e piazza, aumentando sensibilmente le intestazioni femminili, antifasciste e di merito democratico.
Nel caso di odonimi riferiti a persone, l'elenco riporta il nome completo. Tuttavia nei cartelli stradali, nella quasi totalità dei casi si trova solo l'iniziale del nome proprio, mentre nell'uso comune, con poche eccezioni, ci si riferisce alla strada col solo cognome.

## A
| Odonimo                         | Nome tedesco                         | Circoscrizione      | Note all'odonimo |
| ------------------------------- | ------------------------------------ | ------------------- | --- |
| Via Giuseppe Cesare Abba        | Giuseppe-Cesare-Abba-Straße          | Centro-Piani-Rencio | Patriota e scrittore italiano (1838-1910)                                                                                               |
| Lungo Adige                     | Etschufer                            | Gries-San Quirino   | Fiume che scorre ai margini della città                                                                                                 |
| Piazza Adriano                  | Hadrianplatz                         | Gries-San Quirino   | Imperatore romano |
| Via Aeroporto Francesco Baracca | Flughafen-"Francesco Baracca"-Straße | Oltrisarco-Aslago   | Aeroporto cittadino |
| Via Piero Agostini              | Piero-Agostini-Straße                | Oltrisarco-Aslago   | Giornalista italiano (1934-1992) |
| Via Agruzzo                     | Grutzenweg                           | Oltrisarco-Aslago   | Agruzzo (ted. Am Grutzen) indica la zona di campagna a sud della città, al confine con Laives                                           |
| Rotonda dell'Agruzzo            | Kreisverkehr Grutzen                 | Oltrisarco-Aslago   | Toponimo rionale Grutzen-Agruzzo |
| Via Alessandria                 | Alessandriastraße                    | Don Bosco           | Città del Piemonte |
| Via Sebastian Altmann           | Sebastian-Altmann-Straße             | Oltrisarco-Aslago   | Architetto austriaco (1827-1894), Stadtbaumeister di Bolzano nel secondo Ottocento                                                      |
| Via Alto Adige                  | Südtiroler Straße                    | Centro-Piani-Rencio | La provincia di cui Bolzano è capoluogo                                                                                                 |
| Via Amalfi                      | Amalfistraße                         | Gries-San Quirino   | Città della Campania |
| Via Amba Alagi                  | Amba-Alagi-Straße                    | Gries-San Quirino   | Monte dell'Etiopia, teatro di due battaglie che videro coinvolto l'esercito italiano, nel 1895 e nel 1941                               |
| Piazza Giorgio Ambrosoli        | Giorgio-Ambrosoli-Platz              | Europa-Novacella    | Avvocato italiano (1933-1979) |
| Passaggio Antico Municipio      | Am Alten Rathaus                     | Centro-Piani-Rencio | L'antico municipio sotto i Portici, sede dell'amministrazione comunale dal 1455 al 1907                                                 |
| Passaggio Antico Teatro         | Am Alten Stadttheater                | Centro-Piani-Rencio | Lo Stadttheater fu costruito tra il 1913 e il 1918 su progetto di Max Littmann di Monaco di Baviera e distrutto dalle bombe nel 1943/44 |
| Via Aosta                       | Aostastraße                          | Europa-Novacella    | Capoluogo della Valle d'Aosta |
| Via Arezzo                      | Arezzostraße                         | Gries-San Quirino   | Città della Toscana |
| Via Arginale                    | Eisackuferstraße                     | Oltrisarco-Aslago   | Circonvallazione interna che corre lungo l'argine sinistro dell'Isarco                                                                  |
| Via Argentieri                  | Silbergasse                          | Centro-Piani-Rencio | Strada anticamente caratterizzata dalla presenza di artigiani argentieri                                                                |
| Via degli Artigiani             | Handwerkerstraße                     | Centro-Piani-Rencio | Strada nel cuore della zona artigianale dei Piani di Bolzano.                                                                           |
| Via Aslago                      | Haslacher Straße                     | Oltrisarco-Aslago   | Quartiere cittadino, parte della circoscrizione Oltrisarco-Aslago                                                                       |
| Via Amedeo Avogadro             | Amedeo-Avogadro-Straße               | Oltrisarco-Aslago   | Fisico e chimico italiano (1776-1856)                                                                                                   |

## B
| Odonimo                   | Nome tedesco              | Circoscrizione      | Note all'odonimo |
| ------------------------- | ------------------------- | ------------------- | --- |
| Parco Robert Baden-Powell | Robert-Baden-Powell-Park  | Europa-Novacella    | Militare e scrittore inglese, fondatore dello scautismo (1857-1941)                                                                                        |
| Via Bari                  | Baristraße                | Don Bosco           | Capoluogo della Puglia |
| Via Barletta              | Barlettastraße            | Don Bosco           | Città della Puglia |
| Via Bassano del Grappa    | Bassano-del-Grappa-Straße | Europa-Novacella    | Città del Veneto |
| Via Cesare Battisti       | Cesare-Battisti-Straße    | Gries-San Quirino   | Geografo e politico irredentista italiano (1875-1916) |
| Via Beato Arrigo          | Selig-Heinrich-Straße     | Centro-Piani-Rencio | Beato e patrono di Bolzano, venerato dalla Chiesa Cattolica                                                                                                |
| Via Bergamo               | Bergamostraße             | Europa-Novacella    | Città della Lombardia |
| Piazza del Bersaglio      | Schießstandplatz          | Oltrisarco-Aslago   | Prende nome dall'ex casino del bersaglio austriaco-tirolese ivi esistente                                                                                  |
| Vicolo del Bersaglio      | Schießstandweg            | Gries-San Quirino   | Idem |
| Via Bivio                 | Kaiserau                  | Don Bosco           | Il bivio che dà il nome alla strada ed all'intera zona è quello che, a ovest della città, consente di andare verso Merano o Appiano sulla Strada del Vino. |
| Via Nino Bixio            | Nino-Bixio-Straße         | Gries-San Quirino   | Militare italiano, protagonista del Risorgimento (1821-1873)                                                                                               |
| Via Lorenz Böhler         | Lorenz-Böhler-Straße      | Gries-San Quirino   | Chirurgo austriaco (1885-1973) |
| Via al Boschetto          | Hainweg                   | Oltrisarco-Aslago   | Zona della campagna a sud della città |
| Via dei Bottai            | Bindergasse               | Centro-Piani-Rencio | Strada anticamente caratterizzate da botteghe artigiane di bottai                                                                                          |
| Via Louis Braille         | Louis-Braille-Straße      | Oltrisarco-Aslago   | Inventore del sistema di scrittura per non vedenti (1809-1852)                                                                                             |
| Via Brennero              | Brennerstraße             | Centro-Piani-Rencio | Passo del Brennero, che divide Italia ed Austria, ed omonima località                                                                                      |
| Via Brescia               | Bresciastraße             | Don Bosco           | Città della Lombardia |
| Via Gianni Brida          | Gianni-Brida-Straße       | Oltrisarco-Aslago   | Imprenditore bolzanino |
| Via Fratelli Bronzetti    | Brüder-Bronzetti-Straße   | Oltrisarco-Aslago   | Pilade (1832-1860) e Narciso Bronzetti (1821-1859), patrioti e garibaldini, originari di Cavalese                                                          |
| Via Ada Buffulini         | Ada-Buffulini-Straße      | Europa-Novacella    | Medico antifascista (1912-1991) |
| Via Bruno Buozzi          | Bruno-Buozzi-Straße       | Oltrisarco-Aslago   | Sindacalista e politico italiano (1881-1944) |

## C
| Odonimo                            | Nome tedesco                     | Circoscrizione              | Note all'odonimo |
| ---------------------------------- | -------------------------------- | --------------------------- | --- |
| Vicolo Cà de' Bezzi                | Batzenhäuslgasse                 | Centro-Piani-Rencio         | Antico palazzo, originariamente locanda dell'Ordine teutonico a Bolzano dove si pagava con i Batzen |
| Via Luigi Cadorna                  | Luigi-Cadorna-Straße             | Gries-San Quirino           | Generale e politico italiano (1850-1928). La strada si chiamava già Fagenstraße. A più riprese ne è stata richiesta la ridenominazione, visto il carico militarista e fascista dell'odonimo, proponendo invece il nome dell'antifascista e femminista Lidia Menapace. |
| Piazzetta Caduti di Nassirya       | Gefallene-von-Nassiriya-Platz    | Oltrisarco-Aslago           | Ricorda i militari italiani uccisi nella guerra dell'Iraq nel 2003 |
| Via Cagliari                       | Cagliaristraße                   | Don Bosco                   | Capoluogo della Sardegna |
| Via del Calvario                   | Kalvarienberg                    | Centro-Piani-Rencio         | Strada che sale sull'omonima balza del Virgolo |
| Via Pier Fortunato Calvi           | Pier-Fortunato-Calvi-Straße      | Centro-Piani-Rencio         | Patriota italiano (1817-1855) |
| Via Campegno                       | Kampenner Weg                    | Centro-Piani-Rencio         | Località che dai piedi del Colle si estende fino al Colle dei Contadini (Bauernkohlern); fino al 1911 era una delle Malgreien di Dodiciville. |
| Ponte e Via Campiglio              | Kampiller Brücke/Weg             | Centro-Piani-Rencio         | Fino al 1911 era una delle Malgreien di Dodiciville, ed occupava il territorio degli attuali Piani di Bolzano e la fascia di terreno al di là dell'Isarco, fino alla zona di Campegno                                                                                 |
| Via Campofranco                    | Campofrancostraße                | Oltrisarco-Aslago           | Comune della Sicilia. L'arciduca Ranieri Giuseppe d'Asburgo-Lorena e sua nipote Maria Raniera, moglie di Enrico Lucchesi-Palli, principe di Campofranco, risiedettero a Bolzano                                                                                       |
| Via Camponuovo                     | Neufeldweg                       | Don Bosco                   | Prende nome dal toponimo storico di Neufeld |
| Via Camporoda                      | Rodlauweg                        | Oltrisarco-Aslago           | Zona della campagna a sud della città |
| Via dei Cappuccini                 | Kapuzinergasse                   | Centro-Piani-Rencio         | Ordine monastico presente a Bolzano |
| Via Capri                          | Capristraße                      | Gries-San Quirino           | Isola nel golfo di Napoli |
| Via Giovanni Battista Caproni      | Giovanni-Battista-Caproni-Straße | Oltrisarco-Aslago           | Imprenditore e pioniere dell'aviazione italiano (1886-1957) |
| Via Giosuè Carducci                | Giosuè-Carducci-Straße           | Centro-Piani-Rencio         | Poeta italiano (1835-1907). La strada si chiamava già Adolph-Pichler-Straße. |
| Piazza Marcella Casagrande         | Marcella-Casagrande-Platz        | Europa-Novacella            | Studentessa bolzanina (1971-1985), vittima di un serial killer |
| Via Cassa di Risparmio             | Sparkassenstraße                 | Centro-Piani-Rencio         | Istituto di credito che qui ha la propria sede centrale ed ha costruito nel 1907 l'intera strada |
| Passeggiata dei Castani            | Köstenweg                        | Oltrisarco-Aslago           | Dai castagneti della zona |
| Via Castel Firmiano                | Sigmundskroner Straße            | Don Bosco Gries-San Quirino | Castello a sud di Bolzano |
| Via Castel Flavon                  | Küepachweg                       | Oltrisarco-Aslago           | Castello che domina il quartiere di Oltrisarco. Il nome tedesco è dovuto alla famiglia von Küepach, tra i primi possessori del castello di Haselburg di cui si abbia notizia                                                                                          |
| Via Castel Greifenstein            | Greifensteiner Straße            | Gries-San Quirino           | Castello, anche noto come Castel del Porco (Sauschloss), che sovrasta l'abitato di Settequerce, nel comune di Terlano. Segna il confine tra i due comuni. |
| Via Castel Mareccio                | Maretschgasse                    | Centro-Piani-Rencio         | Castello nella conca di Bolzano |
| Via Castel Roncolo                 | Runkelsteiner Straße             | Centro-Piani-Rencio         | Castello a nord di Bolzano |
| Via Castel Weinegg                 | Weineggstraße                    | Oltrisarco-Aslago           | Omonimo castello sul Virgolo di cui rimangono poche rovine e la cappella |
| Via Catinaccio                     | Rosengartenstraße                | Centro-Piani-Rencio         | Gruppo montuoso delle Dolomiti |
| Via Cavour                         | Cavourstraße                     | Centro-Piani-Rencio         | Politico italiano (1810-1861) |
| Fossa Chiaro di Luna               | Mondscheingraben                 | Gries-San Quirino           | Dal nome del canale di irrigazione che scorre nella zona |
| Via Damiano Chiesa                 | Damiano-Chiesa-Straße            | Oltrisarco-Aslago           | Irredentista italiano (1894-1916) |
| Via Città di Sopron                | Ödenburger Straße                | Centro-Piani-Rencio         | Città dell'Ungheria, con cui Bolzano è gemellata dal 1990. |
| Via Col di Lana                    | Col-di-Lana-Straße               | Gries-San Quirino           | Monte del Veneto |
| Via Claudia Augusta                | Claudia-Augusta-Straße           | Oltrisarco-Aslago           | Strada romana transalpina |
| Via al Colle                       | Kohlerer Weg                     | Centro-Piani-Rencio         | Località sul Monte Pozza appartenente al comune di Bolzano |
| Via Cologna                        | Glaninger Weg                    | Gries-San Quirino           | Frazione del comune di San Genesio Atesino, che dà il nome all'intera zona, parzialmente all'interno dei confini comunali di Bolzano |
| Via dei Combattenti                | Frontkämpferstraße               | Gries-San Quirino           | |
| Via Ludwig von Comini              | Ludwig-von-Comini-Straße         | Oltrisarco-Aslago           | Farmacista ed agronomo austriaco (1814-1869) |
| Via dei Conciapelli                | Gerbergasse                      | Centro-Piani-Rencio         | Strada anticamente caratterizzate da botteghe artigiane che lavoravano pelli |
| Via Laura Conti                    | Laura-Conti-Weg                  | Don Bosco                   | Partigiana italiana internata nel Campo di transito di Bolzano. |
| Via Niccolò Copernico              | Nikolaus-Kopernikus-Straße       | Oltrisarco-Aslago           | Astronomo polacco (1473-1543) |
| Passaggio Norma Cossetto           | Norma-Cossetto-Passage           | Don Bosco                   | Studentessa italiana uccisa dai partigiani jugoslavi (1920-1943) |
| Costa di Sopra                     | Oberleitach                      | Centro-Piani-Rencio         | Località al confine coi comuni di Cornedo all'Isarco e Renon, fino al 1911 parte della Malgrei di Leitach, nel comune di Dodiciville |
| Costa di Sotto                     | Unterleitach                     | Centro-Piani-Rencio         | Località al confine coi comuni di Cornedo all'Isarco e Renon, fino al 1911 parte della Malgrei di Leitach, nel comune di Dodiciville |
| Via Francesco Crispi               | Francesco-Crispi-Straße          | Centro-Piani-Rencio         | Politico italiano (1819-1901) |
| Passaggio Don Giorgio Cristofolini | Don-Giorgio-Cristofolini-Weg     | Centro-Piani-Rencio         | Prete altoatesino (1922-1993) |
| Piazza Cristo Re                   | Christkönigsplatz                | Gries-San Quirino           | Prende il nome dall'omonima chiesa |
| Vicolo del Crocifisso              | Kreuzgasse                       | Gries-San Quirino           | Nome dall'ex osteria Zum Goldenen Kreuz in piazza Gries |
| Via Marie Curie                    | Marie-Curie-Straße               | Oltrisarco-Aslago           | Chimica e fisica polacca, due volte premio Nobel (1867-1934) |

## D
| Odonimo                     | Nome tedesco                | Circoscrizione                               | Note all'odonimo |
| --------------------------- | --------------------------- | -------------------------------------------- | --- |
| Via Dalmazia                | Dalmatienstraße             | Europa-Novacella                             | Regione della Croazia |
| Via Dante                   | Dantestraße                 | Centro-Piani-Rencio                          | Poeta fiorentino (1265-1321). La strada si chiamava già Neustädter Hauptstraße e Gilmstraße.                                                             |
| Piazzetta Charles Darwin    | Charles-Darwin-Platz        | Centro-Piani-Rencio                          | Scienziato britannico (1809-1882) |
| Piazzetta Don Francesco Daz | Don-Francesco-Daz-Platz     | Don Bosco                                    | Primo parroco di San Pio X (1912-1991) |
| Via Franz von Defregger     | Franz-von-Defregger-Straße  | Gries-San Quirino                            | Pittore austriaco (1835-1921). La strada si chiamava già Höffingerstraße.                                                                                |
| Piazzetta Maria Delago      | Maria-Delago-Platz          | Centro-Piani-Rencio                          | Scultrice sudtirolese (1902-1979) |
| Via De Lai                  | De-Lai-Straße               | Centro-Piani-Rencio                          | Famiglia di architetti e costruttori del periodo barocco                                                                                                 |
| Via Grazia Deledda          | Grazia-Deledda-Straße       | Don Bosco                                    | Scrittrice italiana (1871-1936) |
| Via Claudia de' Medici      | Claudia-de'-Medici-Straße   | Centro-Piani-Rencio                          | Arciduchessa d'Austria e Contessa del Tirolo (1604-1648) che installò il Magistrato mercantile di Bolzano                                                |
| Via Armando Diaz            | Armando-Diaz-Straße         | Gries-San Quirino                            | Generale italiano (1861-1928) |
| Via di Mezzo ai Piani       | Bozner-Boden-Mitterweg      | Centro-Piani-Rencio                          | Strada che taglia il rione dei Piani di Bolzano |
| Via Giuseppe di Vittorio    | Giuseppe-di-Vittorio-Straße | Oltrisarco-Aslago                            | Sindacalista e politico italiano (1892-1957) |
| Via Dodiciville             | Zwölfmalgreiener Straße     | Centro-Piani-Rencio                          | Comune inglobato in quello di Bolzano nel 1911 |
| Piazza della Dogana         | Zollstangenplatz            | Centro-Piani-Rencio                          | Sede comunale ed ex dogana (Zollstange) del comune sparso di Dodiciville prima che questi venisse incorporato nel comune di Bolzano nel 1911             |
| Via Dolomiti                | Dolomitenstraße             | Centro-Piani-Rencio                          | Gruppo montuoso delle Alpi Orientali |
| Piazza Domenicani           | Dominikanerplatz            | Centro-Piani-Rencio                          | Ordine monastico presente a Bolzano |
| Via Donatori del Sangue     | Blutspenderstraße           | Gries-San Quirino                            | |
| Piazza Don Bosco            | Don-Bosco-Platz             | Don Bosco                                    | Giovanni Bosco, sacerdote e pedagogo italiano, santo della chiesa cattolica (1815-1888); la piazza e la vicina chiesa omonima danno il nome al quartiere |
| Ponte Druso                 | Drususbrücke                | Centro-Piani-Rencio                          | Condottiero romano, figlio adottivo dell'imperatore Augusto (38 a.C.-9 a.C.)                                                                             |
| Viale Druso                 | Drususallee                 | Europa-Novacella Don Bosco Gries-San Quirino | Idem |
| Via Amedeo Duca D'Aosta     | Amedeo-Duca-D'Aosta-Straße  | Gries-San Quirino                            | Generale italiano (1898-1942) |
| Passaggio Duomo             | Dompassage                  | Centro-Piani-Rencio                          | Passaggio antistante il Duomo di Bolzano |
| Piazza Duomo                | Domplatz                    | Centro-Piani-Rencio                          | Piazza antistante il Duomo di Bolzano |
| Via Albrecht Dürer          | Albrecht-Dürer-Straße       | Oltrisarco-Aslago                            | Pittore ed incisore tedesco (1471-1528) |

## E
| Odonimo                          | Nome tedesco              | Circoscrizione             | Note all'odonimo |
| -------------------------------- | ------------------------- | -------------------------- | --- |
| Via Toni Ebner                   | Toni-Ebner-Straße         | Oltrisarco-Aslago          | Politico ed editore altoatesino (1918-1981) |
| Via Thomas Alva Edison           | Thomas-Alva-Edison-Straße | Oltrisarco-Aslago          | Inventore statunitense (1847-1931) |
| Via Albin Egger-Lienz            | Albin-Egger-Lienz-Straße  | Gries-San Quirino          | Pittore austriaco (1868-1926) che ha vissuto a lungo a Bolzano. La strada si chiamava già Wendlandtstraße, in riferimento alla Villa Wendlandt rasa al suolo nel Ventennio e sostituita da Palazzo Ducale (Herzogspalais). |
| Via Albert Einstein              | Albert-Einstein-Straße    | Oltrisarco-Aslago          | Fisico tedesco (1879-1955) |
| Via Eisenkeller                  | Eisenkellerweg            | Gries-San Quirino          | Prende nome dall'omonimo ex maso |
| Via Andreina Emeri               | Andreina-Emeri-Straße     | Don Bosco                  | Avvocata e donna politica altoatesina (1936-1985) |
| Piazza delle Erbe                | Obstplatz                 | Centro-Piani-Rencio        | Mercato quotidiano della frutta e della verdura, anticamente Oberer Platz ovvero piazza superiore |
| Vicolo delle Erbe                | Erbsengasse               | Centro-Piani-Rencio        | In tedesco, letteralmente, il vicolo si chiama dei piselli. Il nome italiano deriva dalla vicina piazza. |
| Via Esperanto                    | Esperanto-Straße          | Centro-Piani-Rencio        | Lingua artificiale |
| Viale Principe Eugenio di Savoia | Prinz-Eugen-Allee         | Gries-San Quirino          | Generale italiano (1663-1736) |
| Galleria Europa                  | Europapassage             | Centro-Piani-Rencio        | |
| Parco Europa                     | Europa-Park               | Don Bosco                  | |
| Viale Europa                     | Europaallee               | Europa-Novacella Don Bosco | |

## F
| Odonimo                 | Nome tedesco             | Circoscrizione      | Note all'odonimo |
| ----------------------- | ------------------------ | ------------------- | --- |
| Via Fago                | Fagenstraße              | Gries-San Quirino   | Prende nome dall'antico quartiere di Fagen a Gries. La strada si chiamava già Habsburger Straße. |
| Via Enrico Fermi        | Enrico-Fermi-Straße      | Oltrisarco-Aslago   | Fisico italiano (1901-1954) |
| Via Enzo Ferrari        | Enzo-Ferrari-Straße      | Oltrisarco-Aslago   | Pilota ed imprenditore italiano (1898-1988) |
| Piazza Fiera            | Messeplatz               | Oltrisarco-Aslago   | Nuova sede, dal 1998, del polo fieristico |
| Via Fabio Filzi         | Fabio-Filzi-Straße       | Oltrisarco-Aslago   | Avvocato irredentista italiano (1884-1916) |
| Via Firenze             | Florenzstraße            | Gries-San Quirino   | Capoluogo della Toscana |
| Piazza Nikolaus Firmian | Nikolaus-Firmian-Platz   | Don Bosco           | Uno dei signori di castel Firmiano (XV sec.) |
| Via Fiume               | Fiumestraße              | Gries-San Quirino   | Città della Croazia |
| Vicolo della Fossa      | Winklergasse             | Gries-San Quirino   | Dal toponimo e ex maso Winkel a Gries |
| Via dei Francescani     | Franziskanergasse        | Centro-Piani-Rencio | Ordine monastico con convento a Bolzano |
| Piazzetta Anne Frank    | Anne-Frank-Platz         | Don Bosco           | Ragazza ebrea (1929-1945) |
| Via Ujöp Freinademetz   | Ujöp-Freinademetz-Straße | Oltrisarco-Aslago   | Missionario e Santo sudtirolese |
| Via Lucia Frischin      | Lucia-Frischin-Straße    | Oltrisarco-Aslago   | Prima donna bolzanina - moglie di un Frisch - di cui si abbia notizia nel Bozner Bürgerbuch, di essere stata investita del diritto di Inwohner, ovvero il primo passo per ottenere la cittadinanza (1590) |
| Via delle Fucine        | Schmiedgasse             | Gries-San Quirino   | Vi si trovavano botteghe di fabbri ferrai |

## G
| Odonimo                             | Nome tedesco                       | Circoscrizione      | Note all'odonimo                                                                                                   |
| ----------------------------------- | ---------------------------------- | ------------------- | --- |
| Via Michael Gaismair                | Michael-Gaismair-Straße            | Gries-San Quirino   | Rivoluzionario sudtirolese (1490-1532)                                                                             |
| Via Galileo Galilei                 | Galileo-Galilei-Straße             | Oltrisarco-Aslago   | Fisico e filosofo italiano (1564-1642)                                                                             |
| Via Luigi Galvani                   | Luigi-Galvani-Straße               | Oltrisarco-Aslago   | Fisico, anatomista e fisiologo italiano (1737-1798)                                                                |
| Via Canonico Michael Gamper         | Kanonikus-Michael-Gamper-Straße    | Centro-Piani-Rencio | Sacerdote e giornalista sudtirolese, punto di riferimento della resistenza antifascista ed antinazista (1885-1956) |
| Via Giuseppe Garibaldi              | Giuseppe-Garibaldi-Straße          | Centro-Piani-Rencio | Protagonista del risorgimento italiano (1807-1882)                                                                 |
| Via Waltraud Gebert Deeg            | Waltraud-Gebert-Deeg-Straße        | Oltrisarco-Aslago   | Politica sudtirolese (1928-1988)                                                                                   |
| Via Genova                          | Genuastraße                        | Don Bosco           | Capoluogo della Liguria                                                                                            |
| Via Hermann von Gilm                | Hermann-von-Gilm-Straße            | Centro-Piani-Rencio | Giurista e poeta austriaco (1812-1864)                                                                             |
| Via Giotto                          | Giottostraße                       | Oltrisarco-Aslago   | Pittore italiano (1267-1337)                                                                                       |
| Via Padre Reginaldo Giuliani        | Pater-Reginaldo-Giuliani-Straße    | Gries-San Quirino   | Sacerdote italiano, medaglia d'oro al valor militare (1887-1936)                                                   |
| Via Carlo Maria Giulini             | Carlo-Maria-Giulini-Straße         | Gries-San Quirino   | Direttore d'orchestra italiano (1914-2005)                                                                         |
| Via Glorenza                        | Glurnser Weg                       | Don Bosco           | Città dell'Alto Adige                                                                                              |
| Via Piero Gobetti                   | Piero-Gobetti-Straße               | Oltrisarco-Aslago   | Giornalista antifascista italiano (1901-1926)                                                                      |
| Via Johann Wolfgang von Goethe      | Johann-Wolfgang-von-Goethe-Straße  | Centro-Piani-Rencio | Poeta tedesco (1749-1832)                                                                                          |
| Via Gorizia                         | Görzer Straße                      | Gries-San Quirino   | Città del Friuli-Venezia Giulia                                                                                    |
| Via Achille Grandi                  | Achille-Grandi-Straße              | Oltrisarco-Aslago   | Sindacalista e politico italiano (1883-1946)                                                                       |
| Piazza del Grano                    | Kornplatz                          | Centro-Piani-Rencio | Vi si affacciava il palazzo della pesa pubblica                                                                    |
| Via Grappoli                        | Weintraubengasse                   | Centro-Piani-Rencio | |
| Piazza Wilhelmine Grätzl von Kofler | Wilhelmine-Grätzl-von-Kofler-Platz | Centro-Piani-Rencio | Benefattrice bolzanina (†1866)                                                                                     |
| Piazza Gries                        | Grieser Platz                      | Gries-San Quirino   | Comune incorporato in quello di Bolzano nel 1926, oggi quartiere della città                                       |
| Galleria Grifone                    | Greifpassage                       | Gries-San Quirino   | Prende il nome dal vicino antico Albergo Greif/Grifone                                                             |
| Via Romano Guardini                 | Romano-Guardini-Straße             | Oltrisarco-Aslago   | Teologo italo-germanico di origine sudtirolese (1885-1968)                                                         |
| Vicolo Gumer                        | Gumergasse                         | Centro-Piani-Rencio | Franz von Gumer era borgomastro di Bolzano nell'era napoleonica                                                    |
| Via Guncina                         | Guntschnastraße                    | Gries-San Quirino   | Zona del quartiere di Gries addossata al monte Gùncina                                                             |
| Via Johann Gutenberg                | Gutenbergstraße                    | Don Bosco           | Tipografo tedesco, inventore della stampa a caratteri mobili (1394 o 1399-1468)                                    |

## H
| Odonimo                | Nome tedesco         | Circoscrizione      | Note all'odonimo                                                                            |
| ---------------------- | -------------------- | ------------------- | ------------------------------------------------------------------------------------------- |
| Passaggio Nazim Hikmet | Nazim-Hikmet-Weg     | Europa-Novacella    | Poeta turco (1901-1963)                                                                     |
| Via Andreas Hofer      | Andreas-Hofer-Straße | Centro-Piani-Rencio | Patriota tirolese (1767-1810). La strada si chiamava già Zollstraße e poi Kirchebnerstraße. |

## I
| Odonimo                    | Nome tedesco                             | Circoscrizione      | Note all'odonimo |
| -------------------------- | ---------------------------------------- | ------------------- | --- |
| Piazzetta Franz Innerhofer | Franz-Innerhofer-Platz                   | Centro-Piani-Rencio | Maestro di Marlengo (1884-1921), prima vittima del fascismo a Bolzano                                                                    |
| Via Innsbruck              | Innsbrucker Straße                       | Centro-Piani-Rencio | Capitale del Tirolo |
| Via In Villa               | Im Dorf                                  | Centro-Piani-Rencio | San Giovanni in Villa (St. Johann im Dorf) era una delle Malgreien di Dodiciville prima dell'inglobamento nel comune di Bolzano nel 1911 |
| Via Ipazia                 | Hypatiastraße                            | Oltrisarco-Aslago   | Matematica, astronoma e filosofa greca (370-415)                                                                                         |
| Lungo Isarco Sinistro      | Linkes Eisackufer                        | Oltrisarco-Aslago   | Tratto di strada che corre lungo la riva sinistra del fiume Isarco                                                                       |
| Lungo Isarco Destro        | Rechtes Eisackufer                       | Europa-Novacella    | Breve tratto di strada che corre lungo la riva destra del fiume Isarco                                                                   |
| Via dell'Isarco            | Eisackstraße                             | Centro-Piani-Rencio | Fiume che attraversa Bolzano |
| Via Ischia                 | Ischiastraße                             | Gries-San Quirino   | Isola del golfo di Napoli |
| Corso Italia               | Italienallee                             | Gries-San Quirino   | Eretto nel 1936/37 con il nome di Viale Giulio Cesare                                                                                    |
| Piazzetta I 23 del Mignone | Platz der 23 Opfer des Mignone-Massakers | Oltrisarco-Aslago   | Vittime dell'eccidio ad opera dei nazionalsocialisti in data 12 settembre 1944                                                           |

## K
| Odonimo              | Nome tedesco           | Circoscrizione      | Note all'odonimo                                                                        |
| -------------------- | ---------------------- | ------------------- | --------------------------------------------------------------------------------------- |
| Via Giovanni Keplero | Johannes-Kepler-Straße | Oltrisarco-Aslago   | Astronomo e matematico tedesco (1571-1630)                                              |
| Via Martin Knoller   | Martin-Knoller-Straße  | Gries-San Quirino   | Pittore austriaco (1725-1804) che ha creato le pitture della parrocchiale di Gries      |
| Largo Adolph Kolping | Adolph-Kolping-Straße  | Centro-Piani-Rencio | Sacerdote tedesco, fondatore dell'omonima opera di assistenza ai lavoratori (1813-1865) |
| Via Johann Kravogl   | Johann-Kravogl-Straße  | Oltrisarco-Aslago   | Sudtirolese, inventore del motore elettrico (1823-1889)                                 |

## L
| Odonimo                               | Nome tedesco                         | Circoscrizione                      | Note all'odonimo |
| ------------------------------------- | ------------------------------------ | ----------------------------------- | --- |
| Vicolo Lageder                        | Lagederweg                           | Gries-San Quirino                   | Dall'omonimo maso a Gries |
| Via Vincenzo Lancia                   | Vincenzo-Lancia-Straße               | Oltrisarco-Aslago                   | Pilota automobilistico ed imprenditore italiano (1881-1937)                                                                   |
| Ponte Alexander Langer                | Alexander-Langer-Brücke              | Gries-San Quirino-Oltrisarco-Aslago | Ponte ciclo-pedonale dedicato alla memoria di Alexander Langer (1946-1995)                                                    |
| Via Latemar                           | Latemar-Straße                       | Centro-Piani-Rencio                 | Gruppo montuoso delle Dolomiti                                                                                                |
| Via Laurin                            | Laurin-Straße                        | Centro-Piani-Rencio                 | Prende nome dall'omonimo albergo, che a sua volta porta il nome tedesco del leggendario re delle Dolomiti, Laurino            |
| Passaggio Carla Lazzerini             | Carla-Lazzerini-Weg                  | Europa-Novacella                    | Insegnante di Bolzano all'avanguardia nel sociale e nel recupero dei carcerati                                                |
| Corso della Libertà                   | Freiheitsstraße                      | Gries-San Quirino                   | Costruita sin dal 1935/36 quale Corso IX maggio (durante il periodo fascista), prende nome dalla liberazione dal nazifascismo |
| Via Antonio Locatelli                 | Antonio-Locatelli-Straße             | Gries-San Quirino                   | Giornalista, politico ed aviatore italiano (1895-1936)                                                                        |
| Piazza Wilhelm Alexander Loew Cadonna | Wilhelm-Alexander-Loew-Cadonna-Platz | Gries-San Quirino                   | Avvocato di Bolzano morto nel Campo di transito di Bolzano                                                                    |
| Passaggio Don Daniele Longhi          | Don-Daniele-Longhi-Weg               | Europa-Novacella                    | Prigioniero politico italiano (1913-1996)                                                                                     |
| Via Manlio Longon                     | Manlio-Longon-Straße                 | Gries-San Quirino                   | Partigiano e dirigente d'azienda italiano (1911-1945)                                                                         |
| Ponte Loreto                          | Loretobrücke                         | Centro-Piani-Rencio                 | Dall'antica cappella di Loreto, distrutta nella seconda guerra mondiale                                                       |

## M
| Odonimo                           | Nome tedesco                         | Circoscrizione             | Note all'odonimo |
| --------------------------------- | ------------------------------------ | -------------------------- | --- |
| Via del Macello                   | Schlachthofstraße                    | Centro-Piani-Rencio        | Un tempo vi aveva sede il mattatoio comunale                                                                                |
| Piazza della Madonna              | Marienplatz                          | Centro-Piani-Rencio        | Patrona del duomo di Bolzano                                                                                                |
| Via Maestri del lavoro            | Meister-der-Arbeit-Straße            | Oltrisarco-Aslago          | |
| Via Gustav Mahler                 | Gustav-Mahler-Straße                 | Don Bosco                  | Compositore austriaco (1860-1911)                                                                                           |
| Via Malles                        | Malser Straße                        | Don Bosco                  | Borgata altoatesina |
| Via Giannantonio Manci            | Giannantonio-Manci-Straße            | Gries-San Quirino          | Politico italiano, eroe della resistenza (1901-1944)                                                                        |
| Via delle Marcelline              | Marcellinenstraße                    | Gries-San Quirino          | Ordine religioso |
| Via Guglielmo Marconi             | Guglielmo-Marconi-Straße             | Centro-Piani-Rencio        | Fisico ed inventore italiano (1874-1937)                                                                                    |
| Via Maso della Pieve              | Pfarrhofstraße                       | Oltrisarco-Aslago          | Zona un tempo agricola, che prende il nome da un maso ancora esistente                                                      |
| Piazza Giacomo Matteotti          | Giacomo-Matteotti-Platz              | Europa-Novacella           | Politico italiano e antifascista (1885-1924)                                                                                |
| Via Peter Mayr                    | Peter-Mayr-Straße                    | Gries-San Quirino          | Patriota tirolese (1767-1810)                                                                                               |
| Via Josef Mayr-Nusser             | Josef-Mayr-Nusser-Weg                | Centro-Piani-Rencio        | Dirigente altoatesino dell'azione cattolica, uno dei leader della resistenza antinazista (1910-1945)                        |
| Piazza Giuseppe Mazzini           | Giuseppe-Mazzini-Platz               | Gries-San Quirino          | Politico e filosofo italiano, protagonista del Risorgimento (1805-1872)                                                     |
| Piazzetta Questore Renato Mazzoni | Polizeidirektor-Renato-Mazzoni-Platz | Gries-San Quirino          | Questore di Bolzano 1947-1957 († 1959)                                                                                      |
| Via Lise Meitner                  | Lise-Meitner-Straße                  | Gries-San Quirino          | Fisica austriaca (1878-1968)                                                                                                |
| Passaggio della Memoria           | Passage der Erinnerung               | Don Bosco                  | In riferimento al lager di transito                                                                                         |
| Via e Vicolo della Mendola        | Alte Mendelstraße e Mendelgasse      | Gries-San Quirino          | Valico alpino tra le province di Trento e Bolzano                                                                           |
| Passaggio Annette von Menz        | Annette-von-Menz-Passage             | Centro-Piani-Rencio        | Donna bolzanina (1796-1869)                                                                                                 |
| Via Merano                        | Meraner Straße                       | Gries-San Quirino          | Città dell'Alto Adige |
| Via Antonio Meucci                | Antonio-Meucci-Straße                | Oltrisarco-Aslago          | Inventore italiano (1808-1889)                                                                                              |
| Via Milano                        | Mailandstraße                        | Europa-Novacella Don Bosco | Capoluogo della Lombardia                                                                                                   |
| Via Miramonti                     | Reichrieglerweg                      | Gries-San Quirino          | Strada panoramica nella zona del Guncina che prende nome dal maso Reichrieglerhof                                           |
| Via Peter Mitterhofer             | Peter-Mitterhofer-Straße             | Oltrisarco-Aslago          | Falegname sudtirolese, inventore della macchina da scrivere (1822-1893)                                                     |
| Via Molini                        | Mühlgasse                            | Centro-Piani-Rencio        | Prende nome dal Mühlbach che percorreva la città                                                                            |
| Via Montecassino                  | Montecassinostraße                   | Don Bosco                  | Monastero benedettino nel comune di Cassino                                                                                 |
| Via Montello                      | Montellostraße                       | Gries-San Quirino          | Monte del Veneto |
| Piazza Maria Montessori           | Maria-Montessori-Straße              | Don Bosco                  | Pedagogista e medico italiana (1870-1952)                                                                                   |
| Via Monte Tondo                   | Hörtenbergstraße                     | Centro-Piani-Rencio        | Rilievo montuoso che sovrasta Bolzano a nord il cui nome deriva dal palazzo Hörtenberg                                      |
| Piazza e Via della Mostra         | Musterplatz e Mustergasse            | Centro-Piani-Rencio        | Dall'antica die Muster che era il luogo della "Musterung" (leva e sfila militare), poi luogo di mercato e delle processioni |
| Viale Wolfgang Amadeus Mozart     | Wolfgang-Amadeus-Mozart-Allee        | Don Bosco                  | Compositore austriaco (1756-1791)                                                                                           |
| Via Eugen Müller                  | Eugen-Müller-Straße                  | Oltrisarco-Aslago          | Imprenditore vetraio di Bolzano, scomparso nel 1998                                                                         |
| Piazza del Municipio              | Rathausplatz                         | Centro-Piani-Rencio        | Vi si affaccia l'ala più antica dell'attuale Municipio                                                                      |
| Vicolo Muri                       | Tuchbleichgasse                      | Gries-San Quirino          | Prende nome dall'antica Tuchbleiche, ovvero l'area per stendere i panni                                                     |
| Via Museo                         | Museumstraße                         | Centro-Piani-Rencio        | Vi si affaccia il Museo civico; dal 1998 ha sede lungo la via anche il Museo Archeologico dell'Alto Adige                   |
| Via Loris Musy                    | Loris-Musy-Straße                    | Oltrisarco-Aslago          | Avvocato italiano, internato nel Campo nazista di Bolzano                                                                   |
| Passaggio Guido Anton Muss        | Guido-Anton-Muss-Durchgang           | Centro-Piani-Rencio        | Scultore bolzanino (1943-2003)                                                                                              |

## N
| Odonimo              | Nome tedesco            | Circoscrizione      | Note all'odonimo |
| -------------------- | ----------------------- | ------------------- | --- |
| Via Napoli           | Neapelstraße            | Gries-San Quirino   | Capoluogo della Campania                                                                                                |
| Via Luigi Negrelli   | Luigi-Negrelli-Straße   | Oltrisarco-Aslago   | Ingegnere austriaco (1799-1858)                                                                                         |
| Via Nesselbrunn      | Nesselbrunnweg          | Centro-Piani-Rencio | Stradina che collega S. Antonio a S. Pietro che prende nome da un maso di montagna posto appresso.                      |
| Via Sir Isaac Newton | Sir-Isaac-Newton-Straße | Oltrisarco-Aslago   | Filosofo e fisico inglese (1642-1727)                                                                                   |
| Via Aurelio Nicolodi | Aurelio-Nicolodi-Straße | Oltrisarco-Aslago   | Irredentista trentino e fondatore dell'Unione italiana ciechi (1894-1950)                                               |
| Via Angela Nikoletti | Angela-Nikoletti-Straße | Oltrisarco-Aslago   | Maestra di una Katakombenschule (1905-1930)                                                                             |
| Via Novacella        | Neustifter Straße       | Europa-Novacella    | Abbazia con sede presso Varna, proprietaria un tempo dei terreni circostanti la via quando si trattava di zona agricola |

## O
| Odonimo           | Nome tedesco       | Circoscrizione      | Note all'odonimo                                                      |
| ----------------- | ------------------ | ------------------- | --------------------------------------------------------------------- |
| Via Oltradige     | Überetscher Straße | Gries-San Quirino   | Zona a sud di Bolzano, parte del comprensorio Oltradige-Bassa Atesina |
| Piazza Oltrisarco | Oberauerplatz      | Oltrisarco-Aslago   | Quartiere parte della circoscrizione Oltrisarco-Aslago                |
| Via Orazio        | Horazstraße        | Gries-San Quirino   | Poeta latino (65 a.C.-8 a.C.)                                         |
| Via Ortles        | Ortlerstraße       | Don Bosco           | Montagna delle Alpi, cima più elevate del gruppo Ortles-Cevedale      |
| Via dell'Ospedale | Spitalgasse        | Centro-Piani-Rencio | Fino ai primi anni ottanta vi aveva sede l'ospedale cittadino         |

## P
| Odonimo                        | Nome tedesco                 | Circoscrizione              | Note all'odonimo |
| ------------------------------ | ---------------------------- | --------------------------- | --- |
| Via Michael Pacher             | Michael-Pacher-Straße        | Gries-San Quirino           | Artista sudtirolese (1435 circa-1498) |
| Via Antonio Pacinotti          | Antonio-Pacinotti-Straße     | Oltrisarco-Aslago           | Fisico italiano (1841-1912) |
| Fossa del Paese                | Landgraben                   | Gries-San Quirino           | Dal nome del canale artificiale d'irrigazione che scorre nelle campagne ad ovest della città                                                                               |
| Largo Giovanni Palatucci       | Giovanni-Palatucci-Platz     | Centro-Piani-Rencio         | Poliziotto italiano, giusto tra le nazioni e beato della Chiesa cattolica (1909-1945)                                                                                      |
| Via Palermo                    | Palermostraße                | Europa-Novacella Don Bosco  | Capoluogo della Sicilia |
| Passaggio Filomena dalla Palma | Filomena-dalla-Palma-Weg     | Don Bosco                   | Partigiana italiana (1921-2003) |
| Palù dell'Angelo               | Engelmoosweg                 | Oltrisarco-Aslago           | Zona Engelmoos nella campagna a sud della città, poi italianizzata |
| Via del Parco                  | Parkstraße                   | Oltrisarco-Aslago           | I due parchi che danno il nome alla via sono Parco Mignone e Parco Rosenbach                                                                                               |
| Via Parma                      | Parmastraße                  | Don Bosco                   | Città dell'Emilia-Romagna |
| Piazza e Vicolo Parrocchia     | Pfarrplatz e Pfarrgasse      | Centro-Piani-Rencio         | Fronteggiano il Duomo di Bolzano dalla parte opposta di Piazza Duomo |
| Via Giovanni Pascoli           | Giovanni-Pascoli-Straße      | Centro-Piani-Rencio         | Poeta italiano (1855-1912) |
| Via Giulio Pastore             | Giulio-Pastore-Straße        | Oltrisarco-Aslago           | Politico italiano (1902-1969) |
| Via Penegal                    | Penegalstraße                | Gries-San Quirino           | Monte poco a nord del passo della Mendola |
| Via Dr. Julius Perathoner      | Dr.-Julius-Perathoner-Straße | Centro-Piani-Rencio         | Politico sudtirolese, deputato a Vienna e borgomastro di Bolzano dal 1895 al 1922 (1849-1926)                                                                              |
| Fossa Perele                   | Perelegraben                 | Gries-San Quirino           | Dal nome del canale artificiale d'irrigazione che scorre nelle campagne ad ovest della città, che a sua volta riprende il nome di un antico maso, il Perl o Perele a Gries |
| Vicolo della Pesa              | Waaggasse                    | Centro-Piani-Rencio         | Vi si trova il palazzo della Waaghaus (Casa della pesa), ex sede della pesa cittadina, già dei conti Wolkenstein                                                           |
| Parco Francesco Petrarca       | Francesco-Petrarca-Park      | Gries-San Quirino           | Poeta italiano (1304-1374) |
| Via Pfannenstiel               | Pfannenstielweg              | Centro-Piani-Rencio         | Dall'omonimo maso nei Piani |
| Via Piacenza                   | Piacenzastraße               | Don Bosco                   | Città dell'Emilia-Romagna |
| Via Piani di Bolzano           | Bozner-Boden-Weg             | Centro-Piani-Rencio         | Quartiere cittadino, parte della circoscrizione Centro-Piani-Rencio |
| Via Piani d'Isarco             | Leegtorweg                   | Centro-Piani-Rencio         | Parte del quartiere dei Piani di Bolzano |
| Via Piave                      | Piavestraße                  | Centro-Piani-Rencio         | Fiume italiano. La strada si chiamava già Julius-Perathoner-Straße. |
| Vicolo della Piazza            | Platzgasse                   | Gries-San Quirino           | La piazza a cui fa riferimento il nome è piazza Gries |
| Piazza Anita Pichler           | Anita-Pichler-Platz          | Don Bosco                   | Scrittrice sudtirolese (1948-1997) |
| Piè di Castello                | Schloßweg                    | Don Bosco                   | Il castello che dà nome alla via è castel Firmiano |
| Piè di Virgolo                 | Untervirgl                   | Centro-Piani-Rencio         | Stretta fascia racchiusa tra le pendici del Virgolo e la ferrovia |
| Via Pietralba                  | Weißensteiner Straße         | Oltrisarco-Aslago           | Santuario mariano situato nel comune di Nova Ponente |
| Via Max Planck                 | Max-Planck-Straße            | Oltrisarco-Aslago           | Fisico tedesco (1858-1947) |
| Via Pola                       | Polastraße                   | Europa-Novacella            | Città dell'Istria |
| Via Marco Polo                 | Marco-Polo-Straße            | Oltrisarco-Aslago           | Mercante ed esploratore veneziano (1254-1324) |
| Via dei Portici                | Laubengasse o Lauben         | Centro-Piani-Rencio         | Caratteristica via del commercio, cuore della città, caratterizzata da portici (Lauben) su entrambi i lati                                                                 |
| Via Positano                   | Positanostraße               | Gries-San Quirino           | Comune della Campania |
| Via della Posta                | Postgasse                    | Centro-Piani-Rencio         | Vi si affaccia il palazzo delle Poste |
| Stradella dei Prati            | Wiesenweg                    | Don Bosco Gries-San Quirino | Zona un tempo agricola |
| Piazza 1. Maggio               | 1.-Mai-Platz                 | Oltrisarco-Aslago           | Festa dei lavoratori |
| Viale Giacomo Puccini          | Giacomo-Puccini-Allee        | Don Bosco                   | Compositore italiano (1858-1924) |

## Q
| Odonimo           | Nome tedesco      | Circoscrizione    | Note all'odonimo                              |
| ----------------- | ----------------- | ----------------- | --------------------------------------------- |
| Piazza 4 novembre | 4.-November-Platz | Gries-San Quirino | Giorno della fine della prima guerra mondiale |

## R
| Odonimo                   | Nome tedesco                 | Circoscrizione | Note all'odonimo |
| ------------------------- | ---------------------------- | --- | --- |
| Via Rafenstein            | Rafensteinerweg              | Gries-San Quirino | Dal castello che sovrasta la strada |
| Via Raiffeisen            | Raiffeisenstraße             | Centro-Piani-Rencio | Istituto bancario |
| Via Nicolò Rasmo          | Nicolò-Rasmo-Straße          | Don Bosco | Storico dell'arte italiano (1909-1986) |
| Piazza Don Giuseppe Rauzi | Don-Giuseppe-Rauzi-Straße    | Europa-Novacella | Sacerdote trentino e parroco della chiesa della Visitazione a Bolzano (1931-2002)                                                                                             |
| Parco delle Religioni     | Park der Religionen          | Centro-Piani-Rencio | |
| Via della Rena            | Raingasse                    | Centro-Piani-Rencio | Dall'antico Rain (letteralmente il "margine"), che era la delimitazione meridionale della città medievale di Bolzano                                                          |
| Via Rencio                | Rentscher Straße             | Centro-Piani-Rencio | Quartiere parte della circoscrizione Centro-Piani-Rencio |
| Via Renon                 | Rittner Straße               | Centro-Piani-Rencio | Comune della provincia di Bolzano |
| Via Resia                 | Reschenstraße                | Don Bosco | Frazione del comune di Curon Venosta che dà il nome al passo e al lago omonimi. Già via Rezia, nel periodo fascista.                                                          |
| Via Josef Ressel          | Josef-Ressel-Straße          | Oltrisarco-Aslago | Inventore austriaco di lingua ceca (1793-1857) |
| Via Augusto Righi         | Augusto-Righi-Straße         | Oltrisarco-Aslago | Fisico italiano (1850-1920) |
| Strada Rio Molino         | Mühlbachpromenade            | Gries-San Quirino | |
| Via Francesco Rismondo    | Francesco-Rismondo-Straße    | Oltrisarco-Aslago | Patriota italiano (1885-1915) |
| Via Riva del Garda        | Riva-del-Garda-Straße        | Oltrisarco-Aslago | Città del Trentino |
| Ponte e Via Rivellone     | Rivelaunbrücke e Rivelaunweg | Centro-Piani-Rencio | Corso d'acqua che attraversa il quartiere di Rencio |
| Via Rodi                  | Rhodosstraße                 | Europa-Novacella | Isola del Dodecaneso |
| Via Roen                  | Roenstraße                   | Gries-San Quirino | Monte del Trentino, che segna il confine tra le province di Trento e Bolzano                                                                                                  |
| Via della Roggia          | Rauschertorgasse             | Centro-Piani-Rencio | Il nome italiano deriva dalla roggia che percorreva un tempo la via; il nome originario tedesco deriva dalla porta di accesso alla città che si trovava al termine della via. |
| Via Roma                  | Romstraße                    | Europa-Novacella Gries-San Quirino Oltrisarco-Aslago | Capitale italiana |
| Ponte Roma                | Rombrücke                    | Oltrisarco-Aslago | Capitale italiana |
| Via del Ronco             | Neubruchweg                  | Don Bosco Europa-Novacella | Prende il nome dal toponimo Neubruch, poi italianizzato. |
| Via Antonio Rosmini       | Antonio-Rosmini-Straße       | Centro-Piani-Rencio | Filosofo italiano (1797-1855). Già Meinhardstraße, in ricordo del conte-duca Mainardo II di Tirolo-Gorizia.                                                                   |
| Via Rottenbuch            | Rottenbuchweg                | Gries-San Quirino | Residenza Rottenbuch è un vicino antico palazzo |
| Via Rovereto              | Roveretostraße               | Oltrisarco-Aslago | Città del Trentino |
| Via Rovigo                | Rovigostraße                 | Europa-Novacella | Città del Veneto |
| Via Anna Ruedl Zagler     | Anna-Ruedl-Zagler-Straße     | Anna Zagler, nata Ruedl (1785–1872), nativa di Caldaro nel 1860 istituì nella sua casa di Bolzano un cosiddetto Dienstbotenheim quale dimora per ragazze lavoratrici. | |

## S
| Odonimo                                | Nome tedesco                                         | Circoscrizione             | Note all'odonimo |
| -------------------------------------- | ---------------------------------------------------- | -------------------------- | --- |
| Vicolo Sabbia                          | Zum Talfergries                                      | Centro-Piani-Rencio        | Vicolo che porta sul greto del torrente Talvera (il nome tedesco significa infatti letteralmente Alla sabbia del Talvera)                            |
| Via San Genesio                        | Jenesierweg                                          | Gries-San Quirino          | Comune dell'Alto Adige |
| Via San Giorgio                        | St. Georgen-Straße                                   | Gries-San Quirino          | Dalla chiesetta S. Giorgio im Sand |
| Vicolo San Giovanni                    | St.-Johann-Gasse                                     | Centro-Piani-Rencio        | San Giovanni/Villa, originariamente St. Johann im Dorf, era una delle Malgreien di Dodiciville, prima dell'inclusione nel comune di Bolzano nel 1911 |
| Via San Leopoldo                       | Leopoldstraße                                        | Gries-San Quirino          | Dal duca Leopoldo d'Austria, conte del Tirolo |
| Stradella e Via San Maurizio           | Moritzinger Feldweg e Moritzinger Weg                | Gries-San Quirino          | Prendono il nome dalla chiesetta che dà il nome all'intera zona, ancora parzialmente agricola                                                        |
| Via San Pietro                         | St.-Peter-Straße                                     | Centro-Piani-Rencio        | San Pietro era una delle Malgreien di Dodiciville, prima dell'inclusione nel comune di Bolzano nel 1911                                              |
| Via e Vicolo San Quirino               | Quireiner Straße e Quireiner Gasse                   | Gries-San Quirino          | Dalla ex chiesetta di San Quirino, proprietà dell'abbazia di Tegernsee in Baviera                                                                    |
| Via Santa Geltrude                     | St.-Gertraud-Weg                                     | Oltrisarco-Aslago          | Dalla chiesa dedicata alla santa |
| Via Santa Giustina                     | St.-Justina-Straße                                   | Centro-Piani-Rencio        | Dall'omonima chiesetta |
| Santa Maddalena di sopra e di sotto    | Obermagdalena e Untermagdalena                       | Centro-Piani-Rencio        | Santa Maddalena (Prazöll) era una delle Malgreien di Dodiciville, prima dell'inclusione nel comune di Bolzano nel 1911                               |
| Via e Ponte Sant'Antonio               | St.-Anton-Straße e St.-Anton-Brücke                  | Centro-Piani-Rencio        | Prendono il nome dalla chiesetta di Sant'Antonio, parte del castello di Klebenstein                                                                  |
| Passeggiata, Salita e Via Sant'Osvaldo | Oswaldpromenade, Oswaldleiten e Oswaldweg            | Centro-Piani-Rencio        | Dall'ex chiesetta dedicata a S. Osvaldo, distrutta dai bombardamenti del 1944                                                                        |
| Via Sant'Urbano                        | St.-Urban-Weg                                        | Centro-Piani-Rencio        | Il tradizionale patrono vinicolo |
| Via del Santissimo Rosario             | Rosenkranzstraße                                     | Oltrisarco-Aslago          | Dalla chiesa omonima |
| Via San Vigilio                        | St.-Vigil-Straße                                     | Oltrisarco-Aslago          | |
| Via Sarentino                          | Sarntaler Straße                                     | Gries-San Quirino          | Comune dell'Alto Adige; il nome tedesco indica non il comune, ma la Val Sarentina                                                                    |
| Via Sassari                            | Sassaristraße                                        | Don Bosco                  | Città della Sardegna |
| Via Nazario Sauro                      | Nazario-Sauro-Straße                                 | Oltrisarco-Aslago          | Irredentista italiano (1880-1916) |
| Via Sigismund Schwarz                  | Sigismund-Schwarz-Straße                             | Oltrisarco-Aslago          | Banchiere bolzanino |
| Piazzetta Hans e Sophie Scholl         | Hans-und-Sophie-Scholl-Platz                         | Gries-San Quirino          | Attivisti germanici della Rosa Bianca (1918-1943, 1921-1943)                                                                                         |
| Via Sciliar                            | Schlernstraße                                        | Centro-Piani-Rencio        | Massiccio montuoso delle Dolomiti |
| Via Giovanni Segantini                 | Giovanni-Segantini-Straße                            | Gries-San Quirino          | Pittore italiano (1858-1899) |
| Galleria e Via Raffaello Sernesi       | Raffaello-Sernesi-Passage e Raffaello-Sernesi-Straße | Centro-Piani-Rencio        | Pittore italiano (1838-1866) morto a Bolzano |
| Via Werner von Siemens                 | Werner-von-Siemens-Straße                            | Oltrisarco-Aslago          | Inventore ed industriale tedesco (1816-1892) |
| Via Similaun                           | Similaunstraße                                       | Don Bosco                  | Cima e ghiacciaio delle Alpi Venoste, luogo di ritrovamento di Ötzi                                                                                  |
| Via don Narciso Sordo                  | Don-Narciso-Sordo-Straße                             | Don Bosco                  | Sacerdote italiano, attivo nella Resistenza (1899-1945)                                                                                              |
| Via Sorrento                           | Sorrentstraße                                        | Don Bosco Europa-Novacella | Città della Campania |
| Fossa Stampfl                          | Stampflgraben                                        | Gries-San Quirino          | Dall'omonimo maso |
| Piazza e Viale della Stazione          | Bahnhofsplatz e Bahnhofallee                         | Centro-Piani-Rencio        | Piazzale antistante la Stazione ferroviaria e viale che la collega al centro storico                                                                 |
| Galleria Stella                        | Sternpassage                                         | Centro-Piani-Rencio        | Dall'antica locanda Zum Stern |
| Via Antonio Stradivari                 | Antonio-Stradivari-Straße                            | Oltrisarco-Aslago          | Liutaio italiano (1644-1737) |
| Via Hildegard Straub                   | Hildegard-Straub-Straße                              | Centro-Piani-Rencio        | Moglie di Josef Mayr-Nusser (1907-1998) |
| Via Dr. Streiter                       | Dr.-Streiter-Gasse                                   | Centro-Piani-Rencio        | Joseph Streiter, poeta, politico e giurista sudtirolese, sindaco di Bolzano (1804-1873)                                                              |

## T
| Odonimo                    | Nome tedesco                  | Circoscrizione      | Note all'odonimo |
| -------------------------- | ----------------------------- | ------------------- | --- |
| Lungo Talvera Bolzano      | Bozner Wassermauer            | Centro-Piani-Rencio | Passeggiata che costeggia gli argini del Talvera sul lato sinistro. Fino al 1925 il corso del fiume separava il comune di Bolzano da quello di Gries.                                                                                              |
| Lungo Talvera degli Alpini | Alpini-Wassermauer            | Centro-Piani-Rencio | Corpo dell'esercito italiano |
| Lungo Talvera Gries        | Grieser Wassermauer           | Gries-San Quirino   | Passeggiata che costeggia gli argini del Talvera sul lato destro, a nord di Ponte Talvera. Fino al 1925 il corso del fiume separava il comune di Bolzano da quello di Gries.                                                                       |
| Lungo Talvera San Quirino  | Quireiner Wassermauer         | Gries-San Quirino   | Passeggiata che costeggia gli argini del Talvera sul lato destro, a sud di Ponte Talvera, all'altezza di San Quirino/Quirein, già frazione di Gries, così chiamata dal patrono dell'abbazia benedettina di Tegernsee che vi possedeva dei terreni. |
| Ponte e Via Talvera        | Talferbrücke e Talfergasse    | Centro-Piani-Rencio | Massiccio ponte eretto nel 1900 dalla ditta Waagner-Biro |
| Via Torquato Taramelli     | Torquato-Taramelli-Straße     | Europa-Novacella    | Geologo italiano (1845-1922) |
| Galleria Telser            | Telsergalerie                 | Gries-San Quirino   | Dall'omonimo ex maso e ristorante |
| Via Ludwig Thuille         | Ludwig-Thuille-Straße         | Gries-San Quirino   | Compositore bolzanino (1861-1907) |
| Passaggio Walter Tobagi    | Walter-Tobagi-Weg             | Don Bosco           | Giornalista, scrittore e accademico italiano (1947-1980) |
| Via Torino                 | Turiner Straße                | Europa-Novacella    | Capoluogo del Piemonte |
| Via della Torre            | Gscheibter-Turm-Weg           | Gries-San Quirino   | La torre a cui si fa riferimento (e che è esplicitata nel nome tedesco) è Torre Druso (Treuenstein). |
| Via Evangelista Torricelli | Evangelista-Torricelli-Straße | Oltrisarco-Aslago   | Matematico e fisico italiano (1608-1647) |
| Via Trento                 | Trienter Straße               | Centro-Piani-Rencio | Capoluogo della Regione Trentino-Alto Adige |
| Via Tre Santi              | Dreiheiligengasse             | Gries-San Quirino   | Dalla chiesa omonima |
| Via Treviso                | Trevisostraße                 | Europa-Novacella    | Città del Veneto |
| Piazza del Tribunale       | Gerichtsplatz                 | Gries-San Quirino   | Dal tribunale ivi eretto nel 1939/42 |
| Viale Trieste              | Triester Straße               | Gries-San Quirino   | Capoluogo del Friuli-Venezia Giulia |
| Via Tripoli                | Tripolisstraße                | Gries-San Quirino   | Capitale della Libia |

## U
| Odonimo           | Nome tedesco      | Circoscrizione      | Note all'odonimo                 |
| ----------------- | ----------------- | ------------------- | -------------------------------- |
| Via Udine         | Udinestraße       | Don Bosco           | Città del Friuli-Venezia Giulia  |
| Piazza Università | Universitätsplatz | Centro-Piani-Rencio | Sostituisce la ex piazza Sernesi |

## V
| Odonimo                             | Nome tedesco                             | Circoscrizione                     | Note all'odonimo |
| ----------------------------------- | ---------------------------------------- | ---------------------------------- | --- |
| Via Valdagno                        | Valdagnostraße                           | Gries-San Quirino                  | Città del Veneto |
| Via Val d'Ega                       | Eggentaler Straße                        | Centro-Piani-Rencio                | Valle a nord di Bolzano |
| Via Max Valier                      | Max-Valier-Straße                        | Gries-San Quirino                  | Astronomo, scrittore e pioniere della missilistica bolzanino (1895-1930) |
| Via dei Vanga                       | Wangergasse                              | Centro-Piani-Rencio                | Nobile famiglia bolzanina |
| Viale Venezia                       | Venediger Straße                         | Gries-San Quirino                  | Capoluogo del Veneto |
| Via Domenico e Vincenzo Ventafridda | Domenico-und-Vincenzo-Ventafridda-Straße | Oltrisarco-Aslago                  | Dirigenti d'industria |
| Piazza Giuseppe Verdi               | Giuseppe-Verdi-Platz                     | Centro-Piani-Rencio                | Compositore italiano (1813-1901) |
| Via Verona                          | Veronastraße                             | Gries-San Quirino                  | Città del Veneto |
| Via Vicenza                         | Vicenzastraße                            | Gries-San Quirino                  | Città del Veneto |
| Via della Vigna                     | Weingartenweg                            | Gries-San Quirino                  | Zona ancora parzialmente coltivata a vigneti |
| Via del Vigneto                     | Weinbergweg                              | Oltrisarco-Aslago                  | |
| Via dei Villini                     | Villenstraße                             | Gries-San Quirino                  | |
| Via Leonardo da Vinci               | Leonardo-da-Vinci-Straße                 | Centro-Piani-Rencio                | Artista e scienziato italiano (1452-1519). La strada si chiamava già Franz-Defregger-Straße. |
| Galleria e Via Vintler              | Vintlergalerie e Vintlerstraße           | Centro-Piani-Rencio                | Nobile famiglia bolzanina. Un tempo il nome italiano era Vintola, dovuto all'italianizzazione del cognome Vintler in epoca fascista (il toponimo Vintola è a volte tuttora usato, seppur erroneamente, nell'editoria e nel giornalismo in lingua italiana).                                                 |
| Via Virgilio                        | Vergilstraße                             | Gries-San Quirino                  | Poeta latino (70 a.C.-19 a.C.) |
| Ponte Virgolo e Via del Virgolo     | Virglbrücke e Virglweg                   | Centro-Piani-Rencio                | Balza di Monte Pozza che sovrasta l'abitato |
| Via della Visitazione               | Mariaheimweg                             | Europa-Novacella Gries-San Quirino | Mariaheim è il complesso barocco dell'abbazia di Novacella, dimora dei priori a Bolzano |
| Piazza della Vittoria               | Siegesplatz                              | Gries-San Quirino                  | In ricordo della vittoria italiana nella prima guerra mondiale, che significò l'annessione dell'Alto Adige all'Italia. Nel 2002 il nome era stato cambiato dalla giunta comunale in Piazza della Pace/Friedensplatz, ma un referendum consultivo promosso dalle Destre fece ripristinare il nome originale. |
| Via Vittorio Veneto                 | Vittorio-Veneto-Straße                   | Gries-San Quirino                  | comune del Veneto |
| Rotonda Vittime della Cellsa        | Platz der Cellsa-Opfer                   | Oltrisarco-Aslago                  | Dedicato alle vittime di un incendio in zona industriale |
| Via Alessandro Volta                | Alessandro-Volta-Straße                  | Oltrisarco-Aslago                  | Fisico ed inventore italiano (1745-1827) |

## W
| Odonimo                                       | Nome tedesco                                                          | Circoscrizione      | Note all'odonimo                                                                                                  |
| --------------------------------------------- | --------------------------------------------------------------------- | ------------------- | --- |
| Passaggio e Piazza Walther von der Vogelweide | Walther-von-der-Vogelweide-Galerie e Walther-von-der-Vogelweide-Platz | Centro-Piani-Rencio | Poeta austriaco in Alto tedesco medio (circa 1170- circa 1230)                                                    |
| Via Beda Weber                                | Beda-Weber-Straße                                                     | Centro-Piani-Rencio | Scrittore, teologo e politico sudtirolese (1798-1858)                                                             |
| Via Weggenstein                               | Weggensteinstraße                                                     | Centro-Piani-Rencio | Nome di un'antica tenuta, proprietà dell'Ordine teutonico, che si estendeva nella zona ove ora si trova la strada |
| Via Wendelstein                               | Wendelsteinstraße                                                     | Centro-Piani-Rencio | Antico castello a Bolzano scomparso                                                                               |
| Vicolo Wenter                                 | Wentergasse                                                           | Gries-San Quirino   | Riprende il nome dell'ex maso Wenter (Villa Engl), non più esistente                                              |
| Via Maria Winkelmann                          | Maria-Winkelmann-Straße                                               | Gries-San Quirino   | Nota anche col cognome da sposata, Maria Kirch, fu un'astronoma tedesca (1670-1720)                               |
| Via Wolkenstein                               | Wolkensteinstraße                                                     | Centro-Piani-Rencio | Nobile famiglia (sud) tirolese, il più noto esponente della quale fu Oswald von Wolkenstein                       |

## Z
| Odonimo             | Nome tedesco           | Circoscrizione    | Note all'odonimo                                                     |
| ------------------- | ---------------------- | ----------------- | -------------------------------------------------------------------- |
| Via Camillo Zancani | Camillo-Zancani-Straße | Gries-San Quirino | Unico altoatesino (nativo di Egna) dei Mille garibaldini (1820-1888) |
| Via Zara            | Zarastraße             | Gries-San Quirino | Città della Croazia                                                  |
| Via della Zecca     | Münzbankweg            | Gries-San Quirino | L'ex zecca del conte Mainardo II di Tirolo-Gorizia in piazza Gries   |
| Via Luis Zuegg      | Luis-Zuegg-Straße      | Oltrisarco-Aslago | Imprenditore sudtirolese (1876-1955)                                 |

## ?
| Odonimo                 | Nome tedesco       | Circoscrizione | Note all'odonimo                               |
| ----------------------- | ------------------ | -------------- | ---------------------------------------------- |
| Via della Casa Comunale | Gemeindehausstraße |                | Via virtuale, residenza dei senza fissa dimora |

Lista aggiornata ad agosto 2021